# 高嶋哲夫
高嶋 哲夫（たかしま てつお、1949年〈昭和24年〉7月7日 - ）は、日本の小説家。岡山県玉野市生まれ。兵庫県神戸市在住。
玉野市立宇野中学校、岡山県立玉野高等学校、慶應義塾大学工学部機械工学科卒業。慶應義塾大学大学院工学研究科機械工学専攻修士課程修了。大学院在学中、通産省（現・経済産業省）の電子技術総合研究所（現・産業技術総合研究所）で核融合研究を行う。日本原子力研究所（現・日本原子力研究開発機構）研究員を経て、カリフォルニア大学ロサンゼルス校に留学。1981年に帰国後、学習塾を経営。

## 概要
1999年、『イントゥルーダー』で第16回サントリーミステリー大賞・読者賞をダブル受賞し、本格的に作家デビューする。2010年、『風をつかまえて』が第56回青少年読書感想文全国コンクール課題図書（高等学校の部）に選定された。
同じく2010年に発表した『首都感染』が2020年の新型コロナウイルス感染症拡大を予言しているとして話題となった。日本推理作家協会、日本文芸家協会、日本文芸家クラブの会員。全国学習塾協同組合理事。

## 受賞歴
- 1979年 - 「Drive characteristics of a fast movable limiter in the JT-60 tokamak」で日本原子力学会技術賞を受賞。
- 1990年 - 『帰国』で第24回北日本文学賞を受賞。
- 1994年 - 『メルトダウン』で第1回小説現代推理新人賞を受賞。
- 1999年 - 『イントゥルーダー』で第16回サントリーミステリー大賞・読者賞をダブル受賞。
- 2006年 - 井植文化賞（文化芸術部門）を受賞[6]。
- 2011年 - 神戸市文化賞（芸術・文学）を受賞[7]。
- 2017年 - 『福島第二原発の奇跡』でエネルギーフォーラム賞優秀賞を受賞[8]。
- 2020年 - 日本応用地質学会表彰を受賞。

## 作品一覧

### 児童書（たかしまてつお名義）
- 『カリフォルニアのあかねちゃん』（1984年 三修社 / 1986年 三修社文庫） - イラスト：阿部順子

### 小説
- 『イントゥルーダー』（1999年 文藝春秋 / 2002年 文春文庫）
- 『スピカ 原発占拠』（2000年 宝島社 / 2001年 宝島社文庫）
  - 【改題】『原発クライシス』（2010年 集英社文庫）
- 『ダーティー・ユー』（2000年 NHK出版 / 2003年2月 光文社文庫）
  - 【改題】『いじめへの反旗』（2012年 集英社文庫）
- 『ミッドナイト・イーグル』（2000年 文藝春秋 / 2003年 文春文庫）
- 『フレンズ シックスティーン』（2000年 ハルキノベルス / 2009年5月 ハルキ文庫）
- 『冥府の虜 プルトーン』（2000年 祥伝社）
  - 【改題】『冥府の使者 Pluton Jack』（2003年10月 祥伝社文庫）
- 『トルーマン・レター』（2001年5月 集英社 / 2004年7月 集英社文庫）
- 『M8』（2004年8月 集英社 / 2007年8月 集英社文庫）
- 『ペトロバクテリアを追え!』（2001年4月 宝島社）
  - 【改題】『ペトロバグ 禁断の石油生成菌』（2002年4月 宝島社文庫 / 2007年11月 文春文庫）
  - 【改題】『バクテリア・ハザード』（2020年10月 集英社文庫）
- 『都庁爆破!』（2001年12月 宝島社 / 2004年4月 宝島社文庫 / 2009年8月 宝島社文庫【新装版・上下巻】）
- 『命の遺伝子』（2002年8月 徳間書店 / 2007年3月 徳間文庫 / 2011年5月 講談社文庫）
- 『アフガンの風』（2002年12月 光文社）
  - 【改題】『流砂』（2004年12月 光文社文庫） 【再改題】『熱砂』（2009年 文春文庫）
- 『メルトダウン』（2003年4月 講談社 / 2008年 講談社文庫）
- 『虚構金融』（2003年 実業之日本社 / 2005年 ジョイ・ノベルス / 2008年3月 文春文庫）
- 『TSUNAMI 津波』（2005年 集英社 / 2008年11月 集英社文庫）
- 『ファイアー・フライ』（2008年5月 文藝春秋 / 2010年11月 文春文庫）
- 『ジェミニの方舟 東京大洪水』（2008年7月 集英社）
  - 【改題】『東京大洪水』（2010年 集英社文庫）
- 『風をつかまえて』（2009年 NHK出版 / 2011年7月 文春文庫）
- 『追跡 警視庁鉄道警察隊』（2009年 角川春樹事務所 / 2012年8月 ハルキ文庫）
- 『乱神』（2009年 幻冬舎 / 2011年8月 幻冬舎文庫【上下巻】）
- 『タナボタ!』（2010年 幻冬舎）
  - 【改題】『衆愚の果て』（2012年10月 幻冬舎文庫）
- 『首都感染』（2010年12月 講談社 / 2013年11月 講談社文庫）
- 『震災キャラバン』（2011年10月 集英社文庫）
- 『サザンクロスの翼』（2011年11月 文春文庫）
- 『フライ・トラップ JWAT・小松原雪野巡査部長の捜査日記』（2013年2月 文春文庫）
- 『ライジング・ロード』（2013年3月 PHP研究所 / 2016年1月 PHP文芸文庫）
- 『首都崩壊』（2014年2月 幻冬舎 / 2015年10月 幻冬舎文庫）
- 『富士山噴火』（2015年7月 集英社 / 2017年6月 集英社文庫）
- 『浮遊』（2016年3月 河出書房新社）
  - 【改題】『脳人間の告白』（2019年4月 河出文庫）
- 『沖縄コンフィデンシャル 交錯捜査』（2016年3月 集英社文庫）
- 『日本核武装』（2016年9月 幻冬舎 / 2018年4月 幻冬舎文庫）
- 『電王』（2016年12月 幻冬舎）
  - 【改題】『神童』（2018年10月 幻冬舎文庫）
- 『沖縄コンフィデンシャル ブルードラゴン』（2017年4月 集英社文庫）
- 『ハリケーン』（2018年1月 幻冬舎 / 2019年8月 幻冬舎文庫）
- 『沖縄コンフィデンシャル 楽園の涙』（2018年5月 集英社文庫）
- 『官邸襲撃』（2018年6月 PHP研究所 / 2021年7月 PHP文芸文庫）
- 『沖縄コンフィデンシャル レキオスの生きる道』（2019年7月 集英社文庫）
- 『紅い砂 The Wall』（2020年4月 幻冬舎文庫）
- 『EV イブ』（2021年9月 角川春樹事務所）

### 教育関連書
- 『アメリカの学校生活 アメリカの教育を体験した、子供とお母さんの話』（1982年1月 文化出版局・よつば新書）
- 『塾を学校に 「教育改革」への一石』（2000年5月 宝島社新書） - 共著：小篠弘志
- 『公立学校がなくなる 「学校崩壊」を救う最後の方法』（2001年12月 情報センター出版局） - 共著：小篠弘志

### 震災関連書
- 『［体験者が明かす］巨大地震の後に襲ってきたこと!』（2005年9月 宝島社）
- 『巨大地震の日 命を守るための本当のこと』（2006年3月 集英社新書）
- 『東海・東南海・南海 巨大連動地震』（2013年2月 集英社新書）

### 原子力関連書
- 『世界に嗤われる日本の原発戦略』（2015年4月 PHP新書）
- 『福島第二原発の奇跡』（2016年3月 PHP研究所）

### その他
- 『「首都感染」後の日本』（2020年12月 宝島社新書）
- 『首都岡山 新しい日本の形』（2021年5月 風企画）

### インタビュー・雑誌
- 『星と泉第22号』（2018年3月 星湖舎）

### 漫画原作
- anim. アニマート（作画：八坂孝訓、全4巻、2006年6月 - 2007年6月 集英社YJコミックス）
- M8 勇気ある決断（作画：平松伸二、2005年 創美社） - 「M8」のコミカライズ

## 映像化作品

### テレビドラマ
- イントゥルーダー（1999年12月4日、テレビ朝日系列「サントリーミステリースペシャル」枠で放送、主演：陣内孝則）
- 都庁爆破!（2018年1月2日、TBS系列、主演：長谷川博己）[9]

### 映画
- ミッドナイト・イーグル（2007年11月23日公開、配給：松竹、監督：成島出、主演：大沢たかお）

## 日本国外での刊行

### 韓国
- 대테러（2001年10月） - 原発クライシス

### アメリカ合衆国
- FALLOUT（2011年6月 ランダムハウス） - メルトダウン
- Megaquake: How Japan and the World Should Respond（2015年2月 Potomac Books）- 『巨大地震の日 命を守るための本当のこと』（翻訳：ロバート・D・エルドリッヂ）
- TSUNAMI（2016年8月 Shueisha English Edition）- 津波
- THE WALL : The Refugee's Path to a New Republic（2020年10月 MUSEYON）- Ted Takashima名義
- The Gene of Life（2021年6月 MUSEYON）- Ted Takashima名義

### 中国
- 索命基因（2013年4月 南京大学出版社） - 命の遺伝子